# كارل برغر
كارل برغر (بالألمانية: Karl Burger)‏ (26 ديسمبر 1883 في ألمانيا - 3 أكتوبر 1959 في ألمانيا) هو مدرب كرة قدم ولاعب كرة قدم ألماني في مركز الوسط، شارك في الألعاب الأولمبية الصيفية 1912. وشارك مع منتخب ألمانيا لكرة القدم. أما مع النوادي، فقد لعب مع غرويتر فورت ونادي درسدن ‏.

## مسيرته الكروية
لعب كارل برغر خلال مسيرته الاحترافية مع نادِ واحدٍ في موسمين ولم سجل خلالها أي هدف ضمن 0 مباراة. ولم يفوز بأي موسم بالكأس وفاز موسم واحدًا بالدوري.
خاض كارل برغر مسيرته مع نادي غرويتر فورت في موسم 1912–13 ولمدة موسمين، مشاركًا في 0 مباراة ولم يسجل أي هدف.

## وصلات خارجية
- كارل برغر على موقع قاعدة بيانات كرة القدم.إي يو (الإنجليزية)
- كارل برغر على موقع بيانات كرة القدم. دي إي (الألمانية)
- كارل برغر على موقع ناشيونال فوتبول تيمز (الإنجليزية)
- كارل برغر على موقع عالم كرة القدم.نت (الإنجليزية)
- كارل برغر على موقع أوليمبيديا (الإنجليزية)